# Vizcondado de Áger

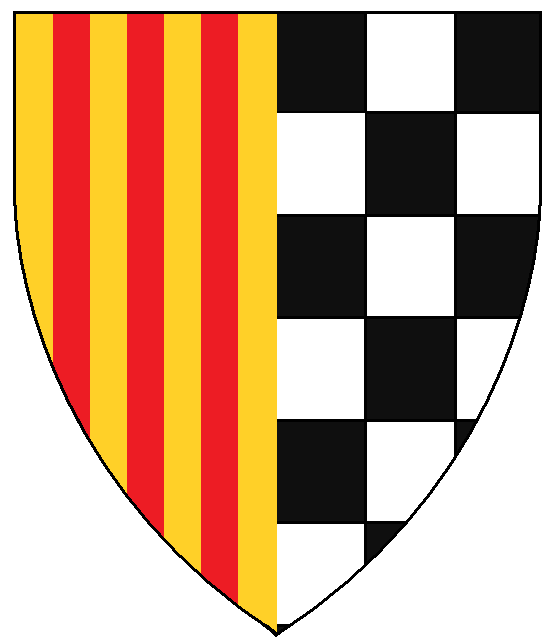
Escudo de armas del Vizconde de Ager

El vizcondado de Áger fue una jurisdicción feudal creada cerca del año 1094 en el condado de Urgel, del que fue título subsidiario de este mismo posteriormente.
Hacia el 1030 el señor de Tost, Arnal Mir, había conquistado Áger a los musulmanes pero estos la recuperaron un tiempo después. Arnal Mir la conquistó definitivamente en 1047. Arnal emparentó a través de su hermana con los vizcondes de Urgel. En fechas cercanas al 1094, cuando se preparaba la conquista de Balaguer, Áger fue erigida en centro de un vizcondado llamado Vizcondado del Bajo Urgel, que fue dado a Giraldo II de Cabrera vizconde de Gerona, y nieto de Arnal Mir de Tost. En su testamento en 1132, este vizconde ya se titula vizconde de Áger.
Su actual titular es el príncipe Alejandro de Sambucy de Sorgue, miembro de la noble familia francesa de Sambucy

## Lista de vizcondes
- Giraldo I de Áger, señor de Cabrera y vizconde de Gerona (m. 1132), hijo de Ponce I de Cabrera y Letgarda de Tost; 1094-1132
- Ponce I de Áger, II de Cabrera y de Gerona (hijo, asociado 1122-1131) 1131-1145
- Giraldo II de Áger y III de Cabrera 1145-1161
- Ponce II de Áger y III de Cabrera 1161-1199
- Giraldo III de Áger y IV de Cabrera 1199-1229
- Ponce III de Áger, IV de Cabrera y I de Urgel 1229-1243
- Armengol I de Áger, 1243
- Álvaro I de Áger 1243-1267
- Armengol II de Áger 1267-1268
- Álvaro II de Áger 1268-1299
- Ermengol II de Áger 1299-1314 (segunda vez)
- Teresa de Entenza 1314
- Alfonso IV de Aragón 1314-1336
- Jaime I de Áger 1336-1347
- Pedro I de Áger 1347-1408
- Jaime II de Áger 1408-1413
- Incorporado a los títulos de la Corona de Aragón, 1413.